# Jean Baptiste Achille Zo

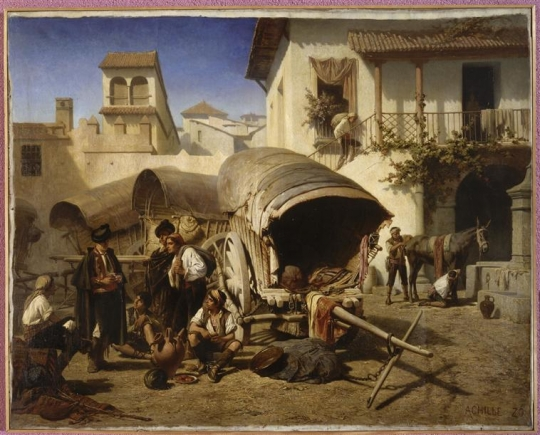
Achille Zo: Die Gaststätte San Rafael in Cordoba, 1861

Jean Baptiste Achille Zo (* 1826 in Bayonne; † 1901 in Bordeaux; kurz: Achille Zo) war ein französisch-baskischer Kunstmaler.
Zo war ein Schüler von Thomas Couture in Paris, wo er bis 1871 lebte. Im selben Jahr wurde er Direktor der Kunsthochschule von Bayonne, 1899 dann Direktor der Kunsthochschule von Bordeaux.
Zo war befreundet mit Puvis de Chavannes und Manet. Sein Sohn Henri Achille Zo (1873–1933) wurde ebenfalls Kunstmaler und Kupferstecher.
Seine Werke befinden sich heute im Besitz des Pariser Musée d’Orsay, der Kunstmuseen von Pau und Marseille sowie des Musée Bonnat-Helleu in seiner Heimatstadt. 